# Mindorovlagstaartpapegaai
De mindorovlagstaartpapegaai (Prioniturus mindorensis) is een vogel uit de familie Psittaculidae (papegaaien van de Oude Wereld). De wetenschappelijke naam van de soort werd in 1890 gepubliceerd door Joseph Beal Steere. Het is een door stroperij en habitatverlies kwetsbaar geworden vogelsoort die alleen voorkomt op de Filipijnen.

## Kenmerken
De vogel is 27 cm lang en overwegend groen gekleurd. De vogel lijkt sterk op de blauwkapvlagstaartpapegaai (P. discurus). De kop is echter niet blauw, maar helder groen alleen de kruin is bovenop de kop een beetje blauw, maar tussen snavel en voorhoofd donkergroen.

## Verspreiding en leefgebied
Deze soort is endemisch op het eiland Mindoro (Filipijnen) De leefgebieden van deze vogel liggen waarschijnlijk in vochtig laaglandregenwoud. Overigens is er nog weinig bekend over de habitateisen van deze soort.

## Status
De mindorovlagstaartpapegaai heeft een beperkt verspreidingsgebied en daardoor is de kans op uitsterven aanwezig. De grootte van de populatie werd in 2016 door BirdLife International geschat op 2,5 tot tien duizend volwassen individuen. De populatie-aantallen nemen af door zowel de vangst voor de locale kooivogelhandel als door habitatverlies. Het leefgebied wordt aangetast door ontbossing waarbij natuurlijk bos plaats maakt voor intensief agrarisch gebruikt land. Om deze redenen staat deze soort als kwetsbaar op de Rode Lijst van de IUCN.
Er gelden formele beperkingen voor de handel in deze papegaai, want de soort staat in de Bijlage II van het CITES-verdrag.